# Gendarmerie iranienne
 (juillet 2017).
La Gendarmerie iranienne, également appelée la gendarmerie du Gouvernement (en persan : ژاندارمری دولتی Žāndārmirī-vous Daulatī), fut la première patrouille routière moderne et la force de police rurale en Iran. 
Il s'agit d'une force paramilitaire qui joue un rôle important dans la politique depuis sa création en 1910 au cours de la dynastie Qadjar, jusqu'à l'avènement de la dynastie Pahlavi en 1921. Elle continua à servir jusqu'à la fin de l'ère Pahlavi et fut modernisée dans la Gendarmerie impériale iranienne. 
Originellement établie comme une armée constitutionnelle, l'armée employait des officiers suédois commandant du personnel iranien pour effectuer à la fois des missions de polices traditionnelles et pour mener des campagnes militaires contre les forces tribales. En 1991, la Gendarmerie iranienne a été fusionnée avec d'autres forces de police pour former la Force d'application de la loi de la République islamique d'Iran.

## Histoire
Tout au long du XIXe siècle, la modernisation militaire fut une constante préoccupation des réformateurs iraniens, et l'histoire de la période Qadjar est parsemée de tentatives pour créer une armée permanente sur le modèle européen. Les Perses choisirent de confier à la Suède la tâche de sécuriser leurs routes commerciales et d'unifier le pays. Le 15 août 1911, le major suédois Jarl Hjalmarson reçut le grade de général ainsi que le commandement de la Gendarmerie persane. De nombreux autres agents, souvent recrutés dans l'aristocratie suédoise, allaient suivre la voie de Hjalmarson.
Au cours de la Première Guerre mondiale, les officiers de la Gendarmerie suédoise, qui comme la plupart des Iraniens de l'intelligentsia et les constitutionnalistes avaient de la sympathie pour l'Allemagne, aidèrent les Pouvoirs centraux et, à l'automne 1915, prirent le contrôle de Chiraz avec la connivence du gouverneur provincial Mehdi-Qoli Mokhber'ol Saltaneh Hedayat. Après le Coup d'état du 21 février 1921 le Ministre de la Guerre Reza Chah, fusionna les deux membres viables des forces armées qui existaient en Iran à cette époque, c'est-à-dire la Brigade cosaque et la Gendarmerie, pour créer l'Armée moderne nationale iranienne. Une police rurale, amnieh, fut créée et la nazmieh (ou force de police) fut également remaniée et placée sous le commandement d'officiers iraniens.
La dissolution de la Gendarmerie suédoise affaiblit grandement la monarchie qadjar et, la Brigade cosaque persane restant la seule unité de l'armée, cela facilita grandement le coup d'État de Reza Chah en 1921. Hjalmarson retourna en Suède et prit le commandement des volontaires de la Brigade suédoise pour servir dans le camp des blancs lors de la guerre civile finlandaise. Un autre officier, Eric Carlberg, allait par la suite devenir ambassadeur de Suède en Iran et confident de Mohammad Mossadegh.

### Après la Révolution

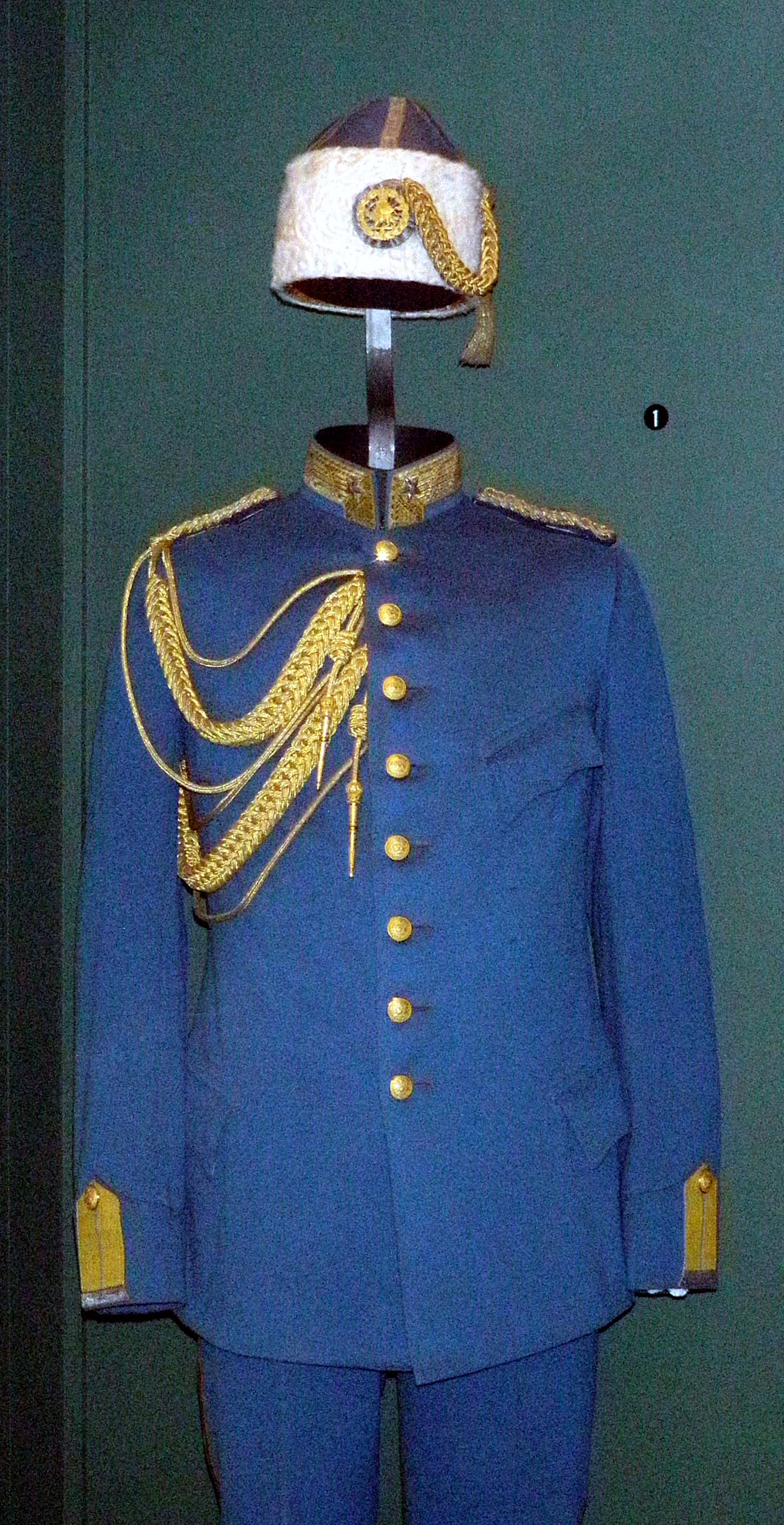
L'uniforme du général Harald Hjalmarson exposé au Musée de l'Armée suédoise.

Après le renversement du Shah en 1979, la Gendarmerie impériale iranienne continua d'exister, mais avec des frais de propriété[incompréhensible], des insignes et des officiers supérieurs[pas clair]. En 1992, elle fusionna avec le Shahrbani (en persan : شهربانی Šahrbānī) et les Comités de la révolution islamique (en persan : کمیته Komīte) en une seule force d'application de la législation nationale.

## Organisation
La Gendarmerie a eu pour but de garder les frontières et l'intérieur du pays. Elle se composait de bataillons de quatre à six compagnies. Pour la discipline et l'administration, la force fut sous la supervision de l'Officier général commandant la division de la région où elle était stationnée. Pour l'administration de la police du travail, elle travailla sous les autorités civiles locales. Elle fut armée avec d'anciens modèles de fusils de diverses marques[style à revoir] et certaines carabines soviétiques, françaises et britanniques, mais pas beaucoup d'armes modernes. Elle comprend un total de sept régiments mixtes indépendants et quinze bataillons mixtes, formant un corps.

### Commandants
| Nom                       | Période                    |
| ------------------------- | -------------------------- |
| Général Harald Hjalmarson | août 1911 – février 1915   |
| Colonel Nyström           | Mars 1915 à la fin de 1916 |
| Colonel Gleerup           | août 1918 à la fin de 1921 |

### Officiers notables
- Eric Carlberg
- Abolqasem Lahouti

### Stations
Majeures
- Téhéran

Mineures
- Chiraz
- Kerman
- Qazvin
- Ispahan
- Borujerd